# Lasconotus tuberculatus
Lasconotus tuberculatus är en skalbaggsart som beskrevs av Kraus 1912. Lasconotus tuberculatus ingår i släktet Lasconotus och familjen barkbaggar. Inga underarter finns listade i Catalogue of Life.